# Alloharpina dejeani
Alloharpina dejeani är en fjärilsart som beskrevs av Charles Oberthür 1884. Alloharpina dejeani ingår i släktet Alloharpina och familjen mätare. Inga underarter finns listade i Catalogue of Life.